# Barend Beltman
Barend Beltman (25 februari 1968) is een voormalig Nederlands profvoetballer. Zijn positie in het veld was aanvaller.

## Loopbaan als speler
Beltman begon zijn carrière bij Eems Boys in Delfzijl. In het jaar 1987 maakte hij de stap naar FC Groningen. Hij speelde vervolgens drie seizoenen voor FC Groningen, waarbij Beltman tevens enkele malen werd geselecteerd voor Jong Oranje. Hierna stapte Beltman over naar de Hoofdklasser Oranje Nassau Groningen alwaar hij enkele jaren speelde. Hij sloot zijn actieve carrière af bij VV Oosterparkers in Groningen. Bij die club werd hij later eveneens trainer.
In het dagelijks leven is Beltman sportleraar op het Alfa-college en sportanalist voor RTV Noord.

## Loopbaan als trainer
Naast het trainerschap bij VV Oosterparkers vervulde Beltman eenzelfde rol bij diverse jeugdteams van FC Groningen. 

## Statistieken
| Seizoen | Club                    | Divisie     | Land      | Aantal wedstrijden | Aantal doelpunten |
| ------- | ----------------------- | ----------- | --------- | ------------------ | ----------------- |
| 1986/87 | Eems Boys               | 3e Klasse   | Nederland | ?                  | ?                 |
| 1987/88 | FC Groningen            | Eredivisie  | Nederland | 14                 | 1                 |
| 1988/89 | FC Groningen            | Eredivisie  | Nederland | 1                  | 0                 |
| 1989/90 | FC Groningen            | Eredivisie  | Nederland | 11                 | 1                 |
| 19??/?? | Oranje Nassau Groningen | Hoofdklasse | Nederland | ?                  | ?                 |
| 19??/?? | VV Oosterparkers        | ?           | Nederland | ?                  | ?                 |